# Караузенский сельский округ
Караузенский сельский округ — административно-территориальное образование в Казталовском районе Западно-Казахстанской области.

## Административное устройство
1. село Караузен
2. село Жас
3. село Кулак
4. село Серик